# Onde de choc (roman)
Pour les articles homonymes, voir Onde de choc (homonymie).
Onde de choc (titre original : Shock Wave) est un roman policier américain de Clive Cussler paru en 1996.
En 1859, un clipper anglais qui transporte des forcats vers une colonie pénitentiaire, en Australie, fait naufrage. Deux d'entre eux, Betsy Fletcher et Jess Dorsett, restene sur l'île où ils découvrent une immense mine de diamants : ils fondent une dynastie puissante et riche...
Cent quarante ans plus tard, Maeve Dorsett,  une de leurs descendantes, est abandonnée avec un groupe de touristes par un navire de croisière, sur une île désolée de l'Antarctique... c'est Dirk Pitt, l'explorateur, qui les sauvé de la mort. Il enquête dans ces eaux sur une épidémie étrange, monstrueuse, qui ravage la faune.
Le responsable du massacre, c'est le père de Maeve, Arthur Dorsett, diamantaire richissime et sans scrupules, qui extrait les diamants à coups d'onde de choc, balayant ainsi la vie des océans et des terres...
Une poursuite mortelle s'engage entre les deux hommes.  Courageux, inventif, Dirk Pitt pourra-t-il, avec l'aide de la délicieuse Maeve Dorsett, empêcher une opération ultime et sauvage qui tuerait la faune et la flore de toutes les mers du Sud?

## Personnages
- Dirk Pitt
- Al Giordino